# Shannonomyia pomerantzi
Shannonomyia pomerantzi là một loài ruồi trong họ Limoniidae. Chúng phân bố ở vùng Tân nhiệt đới.